# Pseudoglyptodon chilensis
Pseudoglyptodon chilensis is een fossiele verwant van de luiaards die gevonden is in het Tinguirirican (Paleogeen) van de Tinguiririca-vallei in de Cordillera Principal van de Chileense Andes. Waarschijnlijk komt de soort ongeveer uit de overgang tussen Eoceen en Oligoceen. P. chilensis is bekend van een beschadigde schedel met onderkaak en wat beschadigde schedelfragmenten. Deze soort verschilt van andere soorten in een aantal kenmerken: hij is groter, heeft dunnere tanden en minder hoekige knobbels op de kiezen. De ontdekking van deze soort leidde onderzoekers naar de conclusie dat het geslacht Pseudoglyptodon de nauwste verwant van de luiaards is, en afhankelijk van de definitie van het woord 'luiaard' zelfs tot de luiaards zou kunnen worden gerekend.